# Roughshod (film 1922)
Roughshod è un film muto del 1922 diretto da Reeves Eason. La sceneggiatura di John Stone si basa su West, romanzo di Charles Alden Seltzer pubblicato a New York nel 1922.

## Produzione
Il film fu prodotto dalla Fox Film Corporation.

## Distribuzione
Il copyright del film, richiesto dalla Fox Film Corp., fu registrato il 4 giugno 1922 con il numero LP19157.

Distribuito dalla Fox Film Corporation, il film uscì nelle sale statunitensi il 4 giugno 1922.
Non si conoscono copie ancora esistenti della pellicola che viene considerata presumibilmente perduta.